# أو وون-جونغ
أو وون-جونغ (هانغل: 오원종) هو لاعب كرة قدم كوري جنوبي في مركز الوسط، ولد في 17 يونيو 1983 في كوريا الجنوبية. لعب مع نادي جيونجنام ‏.

## وصلات خارجية
- أو وون-جونغ على موقع دوري كوريا الجنوبية (الإنجليزية)
- أو وون-جونغ على موقع قاعدة بيانات كرة القدم.إي يو (الإنجليزية)